# Medinet Madi
Medinet Madi je arheološko najdišče v jugozahodnem Fajumu, Egipt, z ostanki grško-rimskega mesta templjem boginje-kobre  Renenutet. Ustanovljeno je bilo v obdobju Amenemheta III. in Amenemheta IV. (1855–1799 pr. n. št.). V grško-rimskem obdobju se je razširilo in polepšalo. V Srednjem kraljestvu se je imenovalo Dža, v grško-rimskem obdobju pa Narmutis.

## Mesto
V Srednjem kraljestvu se je mesto imenovalo Dža. Iz tega obdobja je znan samo dobro ohranjen Renenutetin tempelj, ki je deloval še v Novem kraljestvu. V templju je svoj spomenik postavil faraon Merneptah (1213–1203 pr. n. št.) iz Devetnajste dinastije, potem pa je bilo mesto opuščeno. 
Ponovna naselitev so je zgodila v ptolemajskem obdobju. Mesto je takrat  merilo približno 1000x600 m in imelo mrežo urejenih ulic. Glavni templji so  bili v zahodnem delu mesta. Od severa proti jugu je vodila dolga obredna cesta. Mesto ni bilo nikoli obzidano. V Dioklecijanovem času je bil severno od mesta zgrajen kastrum, trdnjava velikosti 50 m z glavnim vhodom na južni strani. Na vseh vogalih so bili obrambni stolpi.  V trdnjavi je bila nastanjena IV. nubijska kohorta. V bizantinskem obdobju se je prebivalstvo preselilo v južni del mesta. Zgrajenih je bilo več cerkva. Po arabski okupaciji Egipta je bilo mesto še naseljeno do 9. stoletja, potem pa dokončno opuščeno.

## Templji

### Renenutetin tempelj (tempelj A)
Notranji del templja je zgrajen iz temnega peščenjaka. V njem je manjše preddverje s papirusnimi stebri, ki vodi v svetišče s tremi kapelami. Na enem od stebrov je ime Amenemheta III., na drugem Amenemheta IV., na obeh pa je tudi ime boginje Renenutet. V osrednji kapeli je velik boginjin kip, ob njem pa kipa omenjenih faraonov. Boginjino ime je zapisano kot Živa Renenutet Džaja.
Na stenah templja so reliefi s podobami faraonov in bogov. Zahodna  kapela je posvečena Renenutet, srednja Renenutet in Sobeku, vzhodna pa predvsem Renenutet. Ptolemajski deli templja vsebujejo tlakovano obredno pot, ki vodi v portik in prečni vestibul. 
Nenavadno dobro ohranjenost templja so arheologi pripisali predvsem njegovi osamljenosti.

### Tempelj B
Tempelj B stoji za templjem A. Vhod vanj je na severni strani. Pred njim je veliko dvorišče, zasnova pa je podobna templju A. Ima tri kapele. Posvečen je Izidi-Termutis (Termutis je grško ime boginje Renenutet). Dekoracija templja ni dokončana. V templju je samo nekaj slabo ohranjenih in nedokončanih reliefov.

### Tempelj C
Tempelj C je bil posvečen kultu dveh mumificiranih krokodilov. Zgrajen je bil v ramzeškem obdobju in je dobro ohranjen. Raziskan je bil v letih 1995 do 1999. 
Tempeljski kompleks je bil dejaven še v 4. stoletju n. št. in nato opuščen.